# Hachiman
Hachiman (jap. 八幡神 Hachiman-shin, Yawata no kami; bóg ośmiu chorągwi) – w mitologii japońskiej bóg wojny (opiekuńczy bóg wojowników) i łucznictwa i boski opiekun Japonii oraz narodu japońskiego. Łączony jest również z rolnictwem, płodnością oraz rybołówstwem. Uważany za patrona rodu Minamoto.

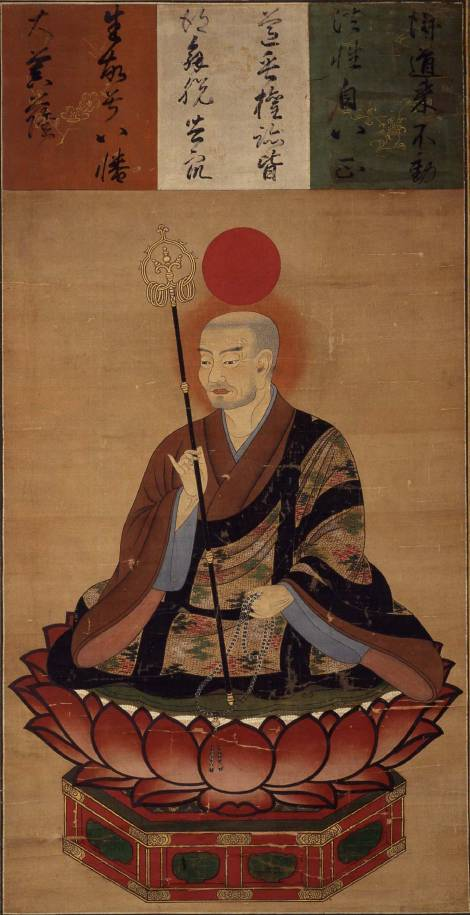
Zwój przedstawiający Hachimana w stroju buddyjskiego mnicha

Korzenie kultu Hachimana nie są znane. Pojawił się on w I połowie VIII wieku, w okresie Nara i szybko zdobył sobie wielką popularność. Uznawany jest za boską inkarnację cesarza Ōjina (ok. 270–310) i często czczony jest wraz z matką, cesarzową Jingū. Niejasne jest w jaki sposób uczyniono z Ōjina, władcy nie prowadzącego wielkich kampanii militarnych, bóstwo związane z wojną. Według popularnej opowieści miał się on znajdować w łonie matki, gdy ta prowadziła zwycięską wyprawę na Koreę. Zgodnie z legendą miał się objawić jako bóstwo w 571 roku, nie ma jednak żadnych wzmianek o jego kulcie wcześniejszym niż początek VIII wieku.
Postać Hachimana przeniknęła także do japońskiego panteonu buddyjskiego, gdzie uważany jest za bodhisattwę (jap. bosatsu) i utożsamiany zazwyczaj z buddą Amidą. Jego wojenny charakter powiązano z funkcją strażnika buddyzmu.
Główny chram poświęcony Hachimanowi, Usa-Hachiman-jingū, znajduje się w miejscowości Usa w prefekturze Ōita na Kiusiu. Inne ważne ośrodki kultu to: Tomioka Hachiman-gū w Tokio, Tsurugaoka Hachiman-gū w Kamakurze i Iwashimizu Hachiman-gū w miejscowości Yawata w prefekturze Kioto. Obecnie w Japonii znajduje się ponad 30 tys. chramów tego bóstwa. Liczba ta ustępuje jedynie liczbie chramów poświęconych Inari.